# Chŏnch’ŏn
Chŏnch’ŏn (kor. 전천군, Chŏnch’ŏn-kun) – powiat w Korei Północnej, w prowincji Chagang. W 2008 roku liczył ok. 106 tys. mieszkańców.
Dominuje teren górzysty. Najwyższym szczytem jest Sungchŏk-san o wysokości 1984 m n.p.m. Przez wschodnią część powiatu przechodzi pasmo górskie Chŏgyuryŏng.
Do 1949 roku Chŏnch’ŏn było częścią miasta Kanggye.